# HD-kvalitet
HD-kvalitet är en egenskap hos videomaterial och TV-sändningar (engelska: High-definition video) med högre upplösning och kvalitet än standardupplöst television. Begreppet används även på Internet, där videomaterial kan strömmas med olika upplösning. HD-kvalitet kan även handla om hög bildbytesfrekvens.
Det finns ingen standardiserad mening för HD-kvalitet, men i allmänhet är det en videobild med betydligt fler än 480 horisontella linjer (Nordamerika) eller 576 horisontella linjer (Europa). 480 är i allmänhet det minsta, även om de flesta system avsevärt överstiger det. Bilder på standardupplösning tagna i snabbare takt än normalt (60 bilder/sekund i Nordamerika eller 50 bilder/sekund iEuropa) av en höghastighetskamera kan  i vissa sammanhang anses vara HD-kvalitet. Vissa tv-serier som filmas i HD-kvalitet är gjorda för att se ut som om de har spelats in på film, en teknik som ofta kallas "filmizing" eller "film look".

## Format
Vanliga format för HD-kvalitet är 720p, 1080p och 1440p (även känd som 2,5k). Andra format är 2160p (även känd som 4k) och 4320p (även känd som 8k).